# ترکیب (فیلم)
«ترکیب» (انگلیسی: The Combination) یک فیلم سینمایی درام استرالیایی که در سال ۲۰۰۹ منتشر شد.
بخش هایی از این فیلم به شورش های کرونولای سال ۲۰۰۵ در استرالیا بین استرالیایی های لبنانی و آنگولا استرالیا می پردازد.